# Tina isaloensis
Tina isaloensis là một loài thực vật có hoa trong họ Bồ hòn. Loài này được Drake miêu tả khoa học đầu tiên năm 1903.